# Dobrzyński (nazwisko)
Dobrzyński (forma żeńska: Dobrzyńska, liczba mnoga: Dobrzyńscy) – polskie nazwisko.

## Etymologia nazwiska
Nazwisko Dobrzyński jest notowane od 1405 roku i utworzone od nazwy posiadłości Ziemi Dobrzyńskiej. 
Nazwisko rodowe pochodzi od pierwotnej formy z Dobrzynia (łac.: de Dobrzyn) które się przekształciło do formy Dobrzyński, gdzie przyrostek -ski, jest polskim odpowiednikiem przyimków of (of Dobrzyń) w Anglii, de (de Dobrzyń) we Francji lub von (von Dobrzyń) w Niemczech. Biura heraldyczne w Niemczech błędnie posługiwały się niepoprawną etymologicznie i semantycznie formą von Dobrzynski gdyż dubluje ona predykat.

## Polskie rody szlacheckie
Nazwiskiem Dobrzyński posługiwało się kilka rodów szlacheckich. Byli to: Dobrzyńscy herbu Jelita, Dobrzyńscy herbu Kandor, Dobrzyńscy herbu Jastrzębiec, Dobrzyńscy herbu Leliwa, Dobrzyńscy herbu Nałęcz i Dobrzyńscy herbu Poraj.

## Demografia
Na początku lat 90. XX wieku w Polsce mieszkało 8215 osób o tym nazwisku, najwięcej w dawnym województwie: warszawskim  – 1347, ciechanowskim – 499 i gdańskim – 409. W 2002 roku według bazy PESEL mieszkało w Polsce około 7481 osób o nazwisku Dobrzyński, najwięcej w Warszawie i Łodzi.

## W literaturze
Polscy szlachcice nazwiskiem Dobrzyńscy, zamieszkujący od blisko 400 lat na Litwie byli bohaterem zbiorowym w mickiewiczowskiej epopei Pan Tadeusz.